# Pepe Romero
Pepe Romero (sinh ngày 8 tháng 3 năm 1944 tại Málaga, Tây Ban Nha) nổi tiếng thế giới về trình diễn nhạc guitar cổ điển và flamenco. Là một nhạc sĩ độc tấu Romero đã đi trình diễn khắp mọi nơi, cũng như chơi chung với những dàn nhạc cổ điển nổi tiếng nhất thế giới.

## Tiểu sử
Pepe Romero là con trai của nữ ca sĩ, kịch sĩ Angelita Romero và nhạc sĩ guitar, cũng như nhà sáng tác nhạc Celedonio Romero. Hai anh em ông Celin và Angel cũng là nhạc sĩ guitar.

Cả gia đình di cư sang Hoa kỳ vào năm 1957, nơi họ nổi tiếng nhờ ban nhạc guitar thành lập ở đó.

Các nhà soạn nhạc Joaquín Rodrigo và Federico Moreno Torroba đã viết nhạc riêng cho Pepe Romero. Vua Juan Carlos I đã phong anh em Romero làm hiệp sĩ cấp Isabel la Catolica.

## Ban nhạc Romero Guitar Quartet
Bắt đầu vào năm 1960 Ban nhạc Romero Guitar Quartet có những người sau tham dự:
- 1960–90: Celedonio Romero, Celin Romero, Pepe Romero, Ángel Romero
- 1990–96: Celedonio Romero, Celin Romero, Pepe Romero, Celino Romero
- since 1996: Celin Romero, Pepe Romero, Celino Romero, Lito Romero